# Liste der Baudenkmale im Landkreis Aurich
Die Liste der Baudenkmale im Landkreis Aurich enthält die nach dem Niedersächsischen Denkmalschutzgesetz geschützten Baudenkmale im niedersächsischen Landkreis Aurich. Die Auflistung basiert auf der offiziellen Denkmalliste der Unteren Denkmalbehörde des Landkreises Aurich mit dem Stand vom 25. Juli 2016.
Der Übersicht und Länge halber ist die Liste nach den Städten und Gemeinden des Landkreises separiert. Diese Einteilung findet sich in der folgenden Tabelle, in der zu jedem Eintrag, soweit möglich, ein exemplarisches Foto eines Baudenkmals aus der jeweiligen Stadt oder Gemeinde zu finden ist.
| Bild                                                   | Stadt/Gemeinde  | Karte | Liste                                         |
| ------------------------------------------------------ | --------------- | ----- | --------------------------------------------- |
| Conringsches Haus, Aurich                              | Aurich          |       | Liste der Baudenkmale in Aurich               |
| Pfahlschutzbauwerk, Baltrum                            | Baltrum         |       | Liste der Baudenkmale in Baltrum              |
|                                                        | Berumbur        |       | Liste der Baudenkmale in Berumbur             |
| Beningaburg, Dornum                                    | Dornum          |       | Liste der Baudenkmale in Dornum               |
| Onken-Mühle, Westgroßefehn                             | Großefehn       |       | Liste der Baudenkmale in Großefehn            |
| Kirche, Berumerfehn                                    | Großheide       |       | Liste der Baudenkmale in Großheide            |
| Altes Rathaus, Hage                                    | Hage            |       | Liste der Baudenkmale in Hage                 |
|                                                        | Hagermarsch     |       | Liste der Baudenkmale in Hagermarsch          |
|                                                        | Halbemond       |       | Liste der Baudenkmale in Halbemond            |
| Kirche, Suurhusen                                      | Hinte           |       | Liste der Baudenkmale in Hinte                |
| Kirche, Ihlow-Niendorf                                 | Ihlow           |       | Liste der Baudenkmale in Ihlow (Ostfriesland) |
| Badehaus, Juist                                        | Juist           |       | Liste der Baudenkmale in Juist                |
| Zwillingsmühlen, Greetsiel                             | Krummhörn       |       | Liste der Baudenkmale in Krummhörn            |
| Barthlingsche Mühle, Leezdorf                          | Leezdorf        |       | Liste der Baudenkmale in Leezdorf             |
| Schloss Lütetsburg                                     | Lütetsburg      |       | Liste der Baudenkmale in Lütetsburg           |
| St. Marienkirche, Marienhafe                           | Marienhafe      |       | Liste der Baudenkmale in Marienhafe           |
| „Dree Süsters“, Norden                                 | Norden          |       | Liste der Baudenkmale in Norden               |
| Schulgebäude, Norderney                                | Norderney       |       | Liste der Baudenkmale in Norderney            |
| Warnfriedkirche, Osteel                                | Osteel          |       | Liste der Baudenkmale in Osteel               |
|                                                        | Rechtsupweg     |       | Liste der Baudenkmale in Rechtsupweg          |
| Kirche, Bedekaspel                                     | Südbrookmerland |       | Liste der Baudenkmale in Südbrookmerland      |
| Kirche, Siegelsum                                      | Upgant-Schott   |       | Liste der Baudenkmale in Upgant-Schott        |
| Historisches Verwaltungsgebäude der Wiesmoor-Gärtnerei | Wiesmoor        |       | Liste der Baudenkmale in Wiesmoor             |
| Wirdumer Steinhaus, Wirdum                             | Wirdum          |       | Liste der Baudenkmale in Wirdum               |